# Yémen aux Jeux olympiques d'été de 2004
Le Yemen participe aux Jeux olympiques d'été de 2004 à Athènes, en Grèce.
La délégation yéménite est composée de 3 athlètes, 3 hommes. Elle n'obtient aucune médaille durant ces jeux olympiques.
Le porte-drapeau lors de la cérémonie d'ouverture est le taekwondoïste Akram Al-Noor (en)

## Engagés par sport

### Athlétisme

#### Hommes
| Athlète               | Épreuve | Séries   | Séries       | Demi-finales | Demi-finales | Finale   | Finale |
| Athlète               | Épreuve | Résultat | Rang         | Résultat     | Rang         | Résultat | Rang   |
| --------------------- | ------- | -------- | ------------ | ------------ | ------------ | -------- | ------ |
| Saeed Al Adhreai (en) | 400 m   | 49 s 39  | 8e (éliminé) | –            | –            | –        | –      |

### Natation

#### Hommes
| Athlète           | Épreuve         | Séries   | Séries        | Demi-finales | Demi-finales | Finale   | Finale |
| Athlète           | Épreuve         | Résultat | Rang          | Résultat     | Rang         | Résultat | Rang   |
| ----------------- | --------------- | -------- | ------------- | ------------ | ------------ | -------- | ------ |
| Mohamed Saad (en) | 50 m nage libre | 29 s 97  | 80e (éliminé) | –            | –            | –        | –      |

### Taekwondo
| Athlète            | Compétition | Huitièmes de finale                       | Quarts de finale    | Demi-finales        | Repêchage 1         | Repêchage 2         | Finale              | Rang |
| Athlète            | Compétition | Adversaire Résultat                       | Adversaire Résultat | Adversaire Résultat | Adversaire Résultat | Adversaire Résultat | Adversaire Résultat | Rang |
| ------------------ | ----------- | ----------------------------------------- | ------------------- | ------------------- | ------------------- | ------------------- | ------------------- | ---- |
| Akram Al-Noor (en) | -58 kg      | Battu par Oleksandr Shaposhnyk (en) 5 - 7 | –                   | –                   | –                   | –                   | –                   | –    |